# 德劳
德劳是德国巴伐利亚州的一个市镇。总面积15.25平方公里，总人口4044人，其中男性1982人，女性2062人（2011年12月31日），每平方公里人口密度265人。